# Buddleja diffusa
Buddleja diffusa är en flenörtsväxtart som beskrevs av Hipólito Ruiz López och Pav.. Buddleja diffusa ingår i släktet buddlejor, och familjen flenörtsväxter. Inga underarter finns listade i Catalogue of Life.